# Eublemma chopardi
Eublemma chopardi là một loài bướm đêm trong họ Erebidae.